# Свято-Миколаївська церква (Синява)
Церква Святого Миколая Чудотворця — чинна дерев'яна церква у селі Синява Білоцерківського району Київщини. Пам'ятка архітектури національного значення. Одна з найстаріших дерев'яних церков Київської області та Правобережної України. Збудована у 1665 — 1730 роках на місці більш давньої. Парафія належить до Київської єпархії ПЦУ.

## Історична довідка

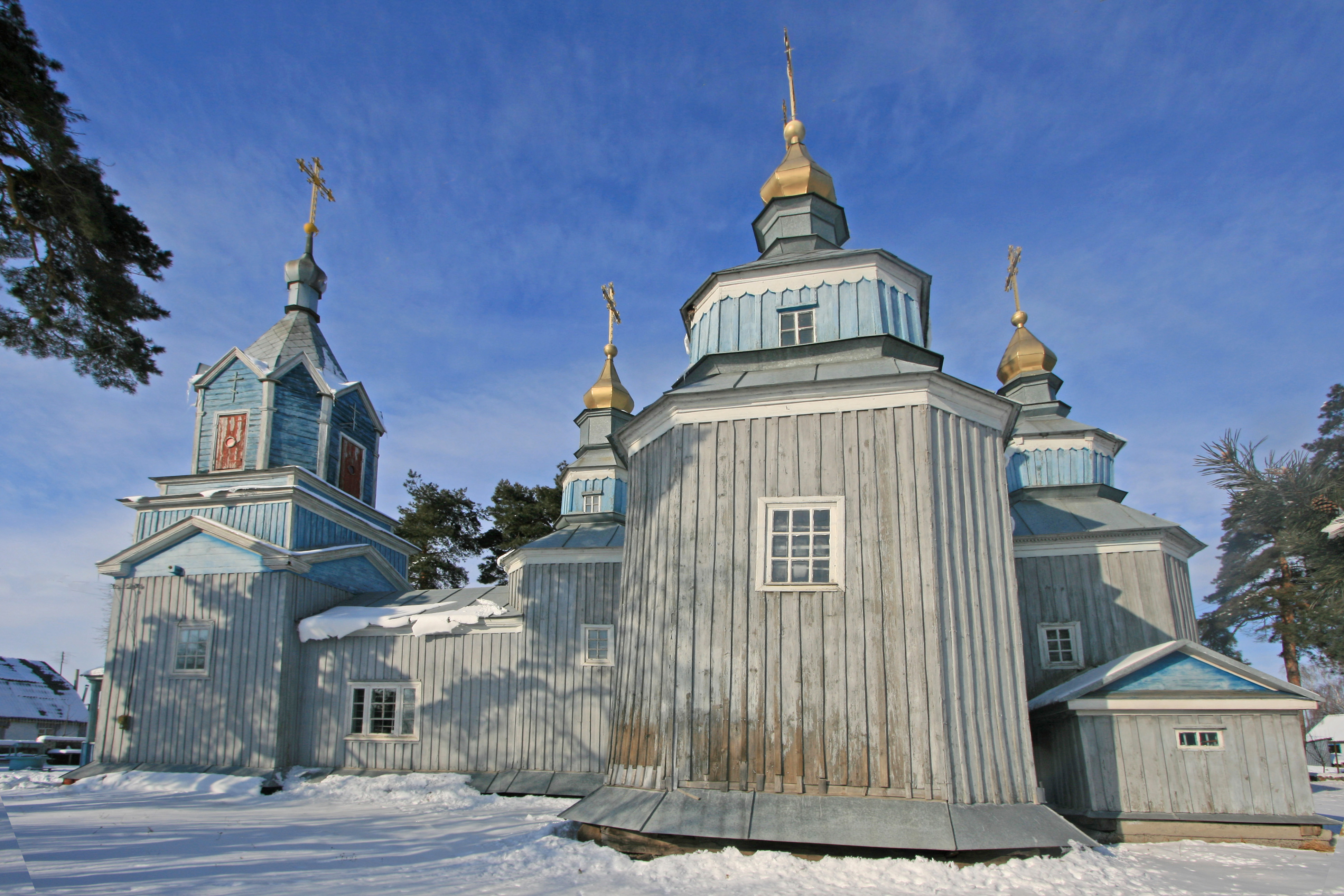

У селі діяло в давнину дві дерев'яні церкви: Воскресіння Господнього побудована у 1649 році та Святого Миколая Чудотворця. Виходячи з надпису на іконі, церква Святого Миколая існував вже ц 1665 році, але була спалена татарами і вдруге відбудований у 1730 року. 
У 60-х роках XIX ст. до вівтаря було добудовано ризницю, а в 1878 році до церкви прибудована дзвіниця та бабинець. Поблизу Синяви розташоване красиве урочище Божі Гори, де, за легендою, у III ст. готи забили ватажка антів Божа. Тут і донині ростуть сучасники тих дубів, з яких було збудовано церкву, і на яких її поставлено. Грубезні колоди-фундаменти укладені прямо на українську землю і за 280 років анітрохи не підгнили. Щоправда, цьому зарадило і традиційне опасання, вочевидь встановлене на оптимальній висоті.
У часи атеїзму церкву Воскресіння Господнього було спалено, а церкву Святого Миколая — зачинено.
1990 року, стараннями нині покійного протоієрея Петра Ковальчука, церкву відновлено.
У 2018 році віряни релігійної громади УПЦ (МП) без погоджень із Київською ОВА та Міністерством культури України розпочали реконструкцію церкви Святого Миколая Чудотворця, на яку в них немає будь-яких правоустановчих документів. Через увагу громадськості та пам'яткоохоронних організацій роботи були зупинені. У 2023 році самовільну реконструкцію будівлі відновили. Проведені роботи на пам'ятці спотворили зовнішній архітектурний вигляд та призводять до руйнації матеріалу, з якого побудовано церкву.
22 лютого 2023 року парафія змінили церковну юрисдикцію та перейшла з УПЦ (МП) до ПЦУ.

## Архітектура

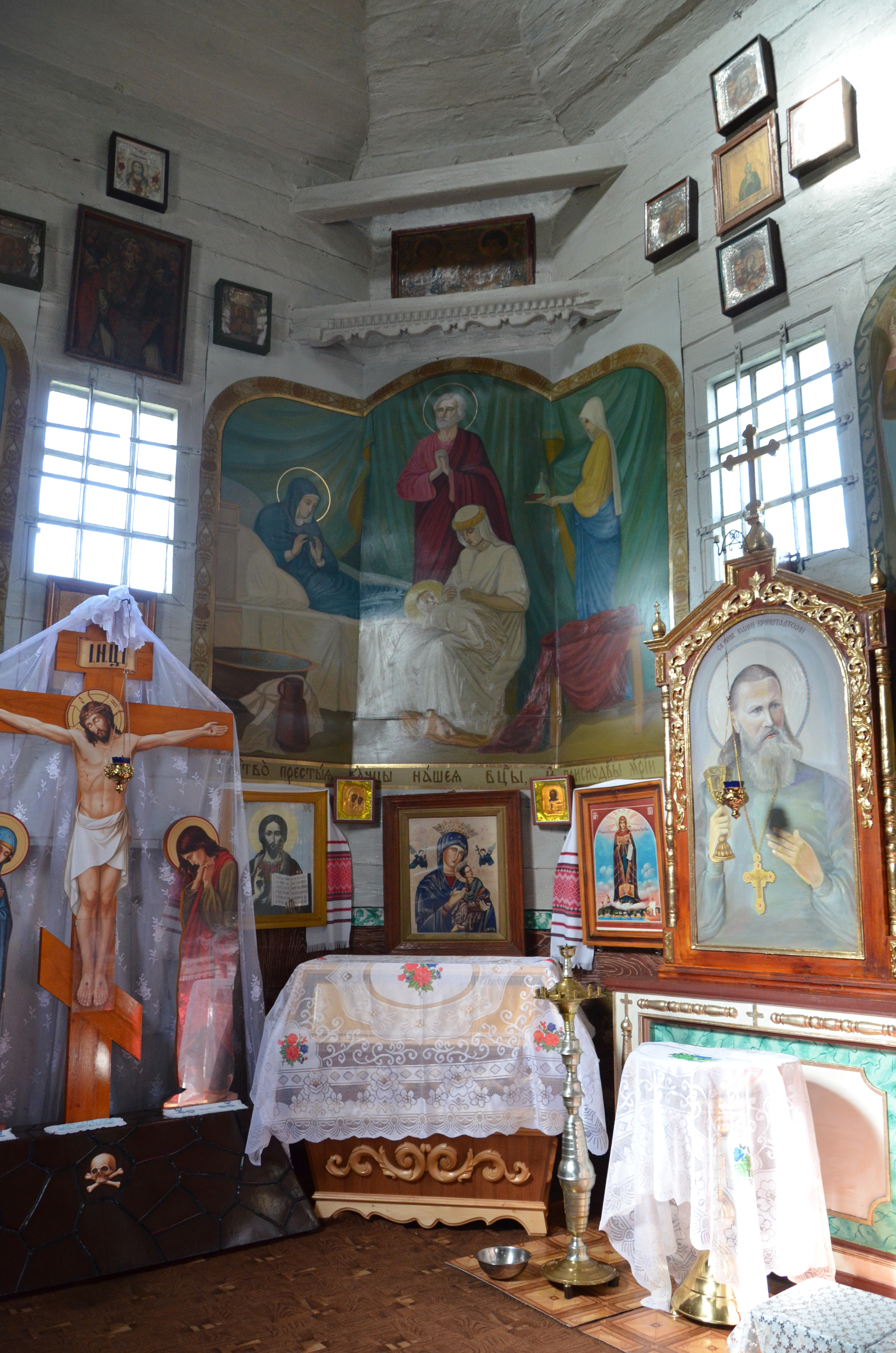
Інтер'єр

Святого Миколая тризрубна, триверха, хрещата у плані, побудована на величезних дубових колодках, які захищені дощатими фартухами, що прикріплений до підвалин. До прибудови недоречної псевдоросійської дзвіниці (кін. ХІХ ст.) вона була цілком симетрична, являючи в плані рівнораменний пластичний хрест. Але й нині цю церкву слід неодмінно оглядати як скульптуру, обходячи навкруги. Церква дуже оригінальна, тому що для цієї місцевості та для цього періоду були характерними тризрубні трибанні церкви, а Миколаївська – п'ятизрубна з п'ятьма банями. П'ятиглава церква зведена у формі рівнокінечного хреста, центральний, північний та південний зруби мають вигляд восьмикутників, а західний та східний — шестикутників.

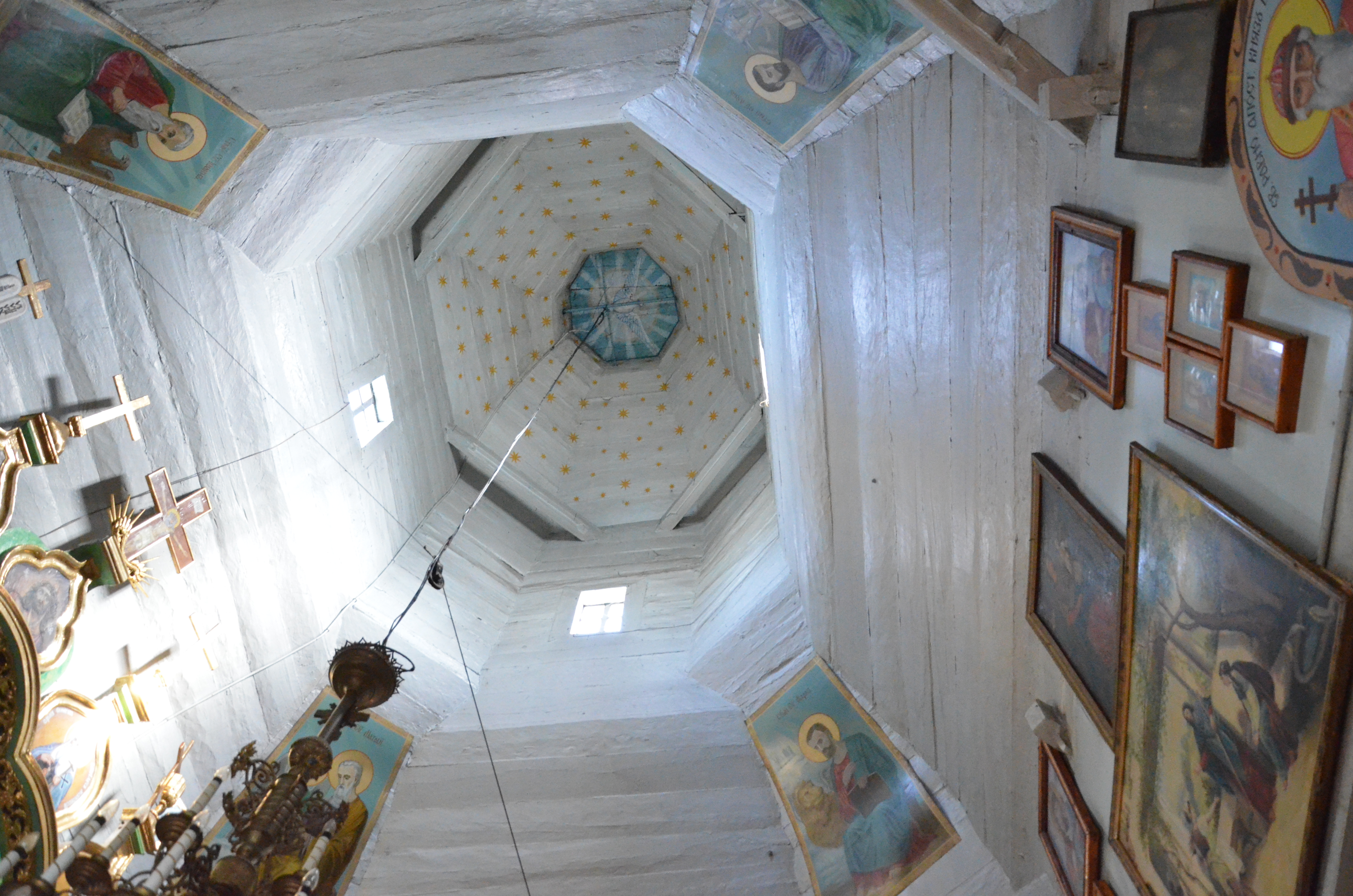
Інтер'єр

Карнізи церкви оздоблено лаконічним різбленим орнаментом, але чомусь не в усіх зрубах. Зате кожний зруб складено з відчутним нахилом стін до центру. Цей поширений в українському зодчестві прийом у синявській церкві стає просто таки хрестоматійним, надзвичайно пожвавлюючи обриси храму, а всередині створюючи ефект значного збільшення висоти.
Від XVIII ст. в інтер'єрі церкви лишилися золочені рами іконостасу і царські врата із наївним іконописом, а також зворушливі народні розписи склепінь бабинця й бічних приділів. Особливо вирізняється Агнець Апокаліпсису, якого можна докладно роздивитися тільки за допомогою оптики.
Церковне обійстя обсаджене старими соснами, на рідкість суголосними із старою церквою, яка увійшла в усі підручники і посібники з традиційного українського храмобудівництва, але, на щастя, не стала мертвим музеєм, а лишилася храмом Бога живого.